# Лезневе
Ле́зневе — мікрорайон міста Хмельницького, що розташований у північно-східній частині міста. Переважає індивідуальна забудова.
Як мікрорайон обласного центру Лезневе існує з січня 1963 року, коли село Лезневе було приєднане до міста Хмельницького.

## Історія
Територія, на якій розташовано мікрорайон, була заселена ще в давні часи — на схід від мікрорайону було знайдено поселення з матеріалами бронзової доби (2 тисячоліття до н. е.) та скіфського часу (7-3 ст. до н. е.).
Перша писемна згадка про Лезневе датується 1493 роком — у реєстрі димів Подільського воєводства було написано: «Глезнівці мають шість димів».
У 1522 році село віддали у довічне володіння за вірну службу шляхтичу Миколаю Якимовському, син якого успадкував землі батька в 1534 році.
У 1539 році власником села Глезнова став Бернард Претвич, німець за походженням, який прославився обороною кордонів Королівства Польського від частих нападів татар.
У 1550 році король Сигізмунд II Август надає хорунжому та кам'янецькому старості Мацею Влодеку із Германова за добру службу, хоробрість та за охорону кордонів від вторгнення ворогів у спадкове володіння «Плоскирів, Леснів і Голишин з прилеглостями над Бугом в повіті Кам'янецькім лежачими». Пізніше (між 1569 та 1578 роками) ці землі успадкував Станіслав Влодек, син Мацея. Однак донька Станіслава Владека Ядвіга Фірлейова не успадкувала староство, і воно повернулося у власність короля. У 1616 році посесором цих володінь був Станіслав Лянцкоронський, у 1621 році — Станіслав Конецпольський, з 1643 року — Олександр Конецпольський.

Під час Хмельниччини 1648—1657 років Проскурівське староство неодноразово переходило від однієї ворогуючої сторони до іншої, і зазнало повного спустошення. В люстрації 1662 року вказано: 
|  | Посесором Плоскирівської держави є Марцін Замойський, підстолій львівський, полковник Його Королівської Милости. Мешканців є 12, жодного податку не дають, бо недавно на слободи вийшли. Села держави: Галишин, Лесьнів або Глеснів, Мацьківці, Волиця, Заріччя; в них жодного нема підданого, а стави і млини пусті, бо зоставатися через набіги та наїзди опришківські у домах своїх не можуть. |

З 1672 по 1699 роки перебуває під владою Османської імперії.
Мешканці села брали активну участь у Паліївщині. Шляхетський сеймик Подільського воєводства 8 червня 1702 року відзначав, що «свавільні люди» наступають на життя і багатства шляхти. На цьому ж сеймику проскурівський староста заявив, що в сусідньому селі Глезнево «всі хлопи збунтували».
У 1732 році в Глезневі було засновано греко-католицький храм, який придбали в селі Лозна Вінницького повіту. У 1762 році в селі побудовано дерев'яну церкву Покрови Божої Матері.

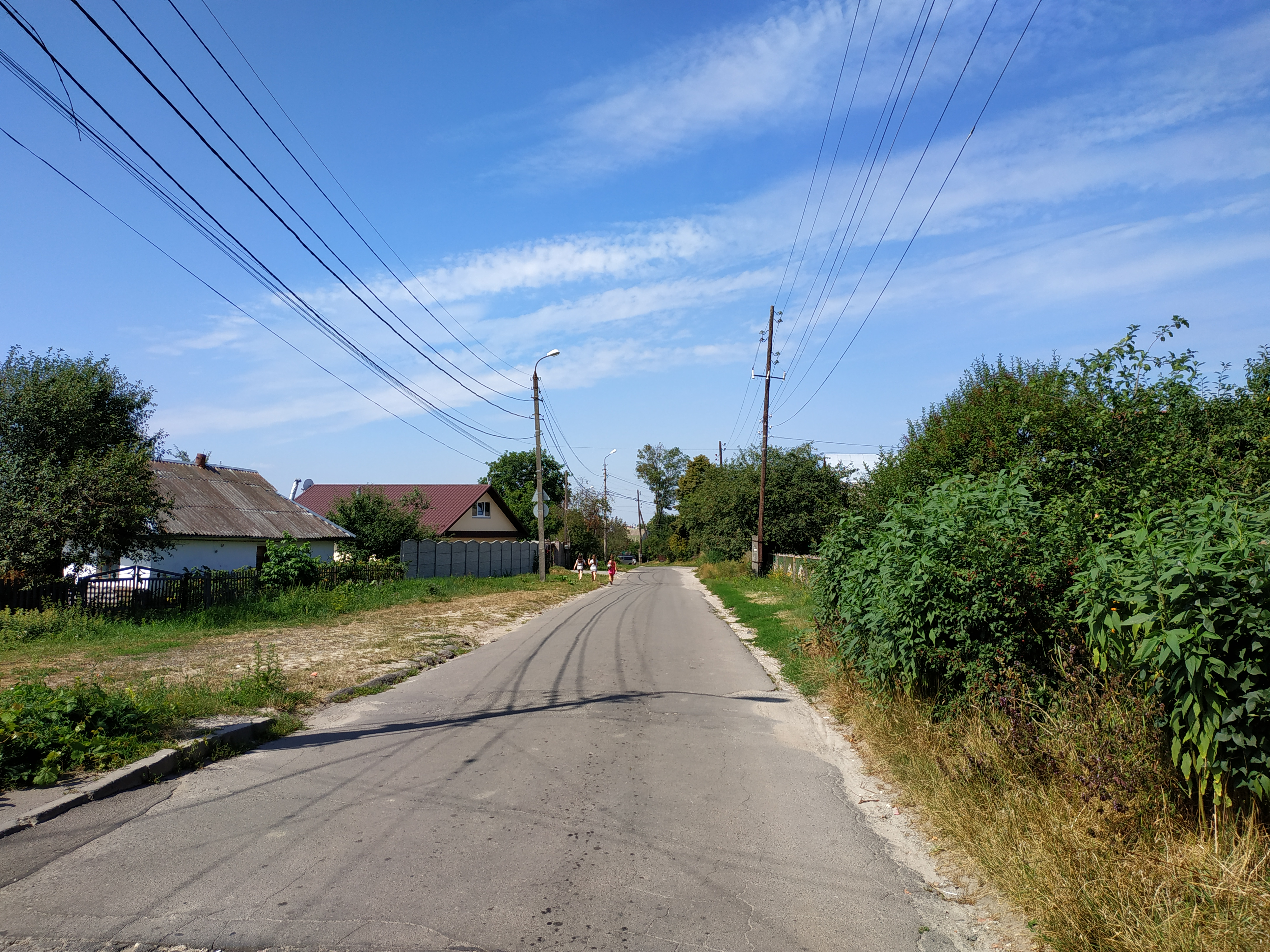
Вулиця Профспілкова

Лезневе на карті початку ХХ століття

В 1775 році село належало Андрію Замойському та його дружині Констанції з князів Чорторийських, «екс-канцлерам великим коронним».
В 1793 році, після Другого поділу Речі Посполитої, Глезнево відходить до Російської імперії.
У 1796 році імператриця Катерина ІІ подарувала Плоскирівське староство (в тому числі й Глезнево) графу Івану Гудовичу. Спадкоємець та син графа, Кирило Гудович, розпродав свої подільські маєтки, і землі у Глезневі після скасування кріпацтва викупили самі селяни.
У 1864 році в селі був відкритий перший освітній заклад — церковно-парафіяльна школа.
У 1904—1906 роках була побудована нова цегляна школа, яка до теперішнього часу використовується за прямим призначенням.

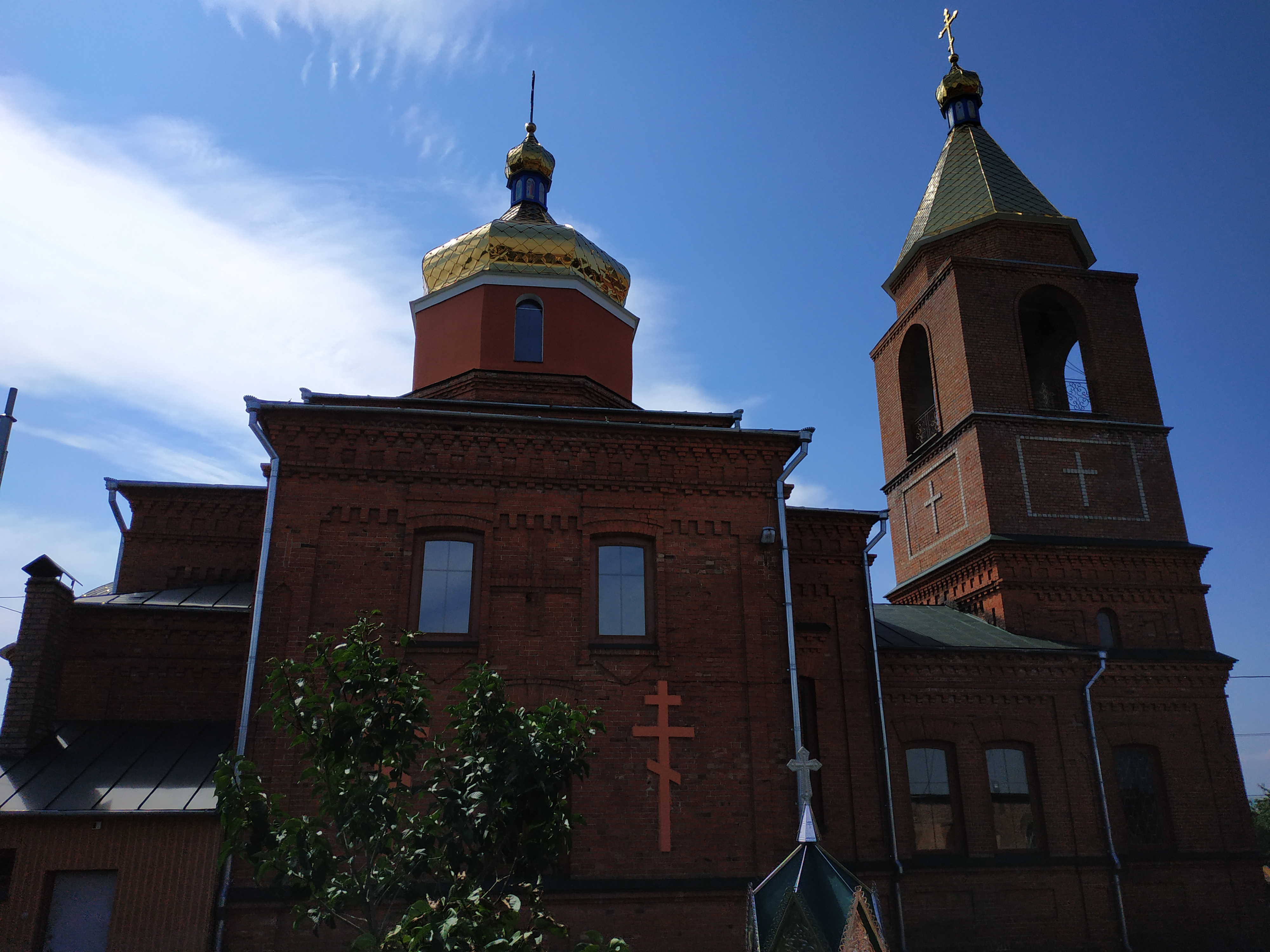
Свято-Покровська церква (ПЦУ)

Селяни Лезневого опиралися більшовицькій владі та примусовій колективізації. 5 квітня 1933 року десятьох мешканців села було засуджено «за скоєння злочинів проти радянської влади, антирадянську агітацію, належність до повстанської контрреволюційної організації» до різних термінів таборів та заслання. Зокрема засудженим інкримінувалося те, що завдяки їх діяльності зі складу колгоспу вийшло близько 200 селян. 21 травня 1960 року судова колегія в кримінальних справах Верховного суду СРСР скасувала рішення суду за недоведеністю звинувачення, а всіх засуджених за цим рішенням визнала незаконно репресованими.
В роки німецько-радянської війни на території села знаходились штрафний трудовий табір та Лезневське єврейське гетто.

## Відомі люди
- Кость Місевич (1890—1943 рр.) — бандурист, член Української Центральної Ради, воїн УПА.
- Веретко Іван Данилович — старши́на (офіцер) гетьманської та петлюрівської армій, член Української Центральної Ради. Разом із Костем Місевичем проводив роботу по зміцненню влади УНР на Поділлі. При сільському кооперативі, який очолювали Веретко та Місевич, було створено місцевий осередок товариства «Просвіта». 5 квітня 1933 року разом із дев'ятьма земляками був засуджений «за скоєння злочинів проти радянської влади» до восьми років таборів. Навіть після відбуття покарання влада не дозволила Веретку повернутися у рідне село[2].
- Артем Горний(1912—1986 рр.) — головний військовий прокурор СРСР (з 1957 по 1986), генерал-полковник юстиції (від 1969)[3].

## Соціальна та транспортна інфраструктура мікрорайону

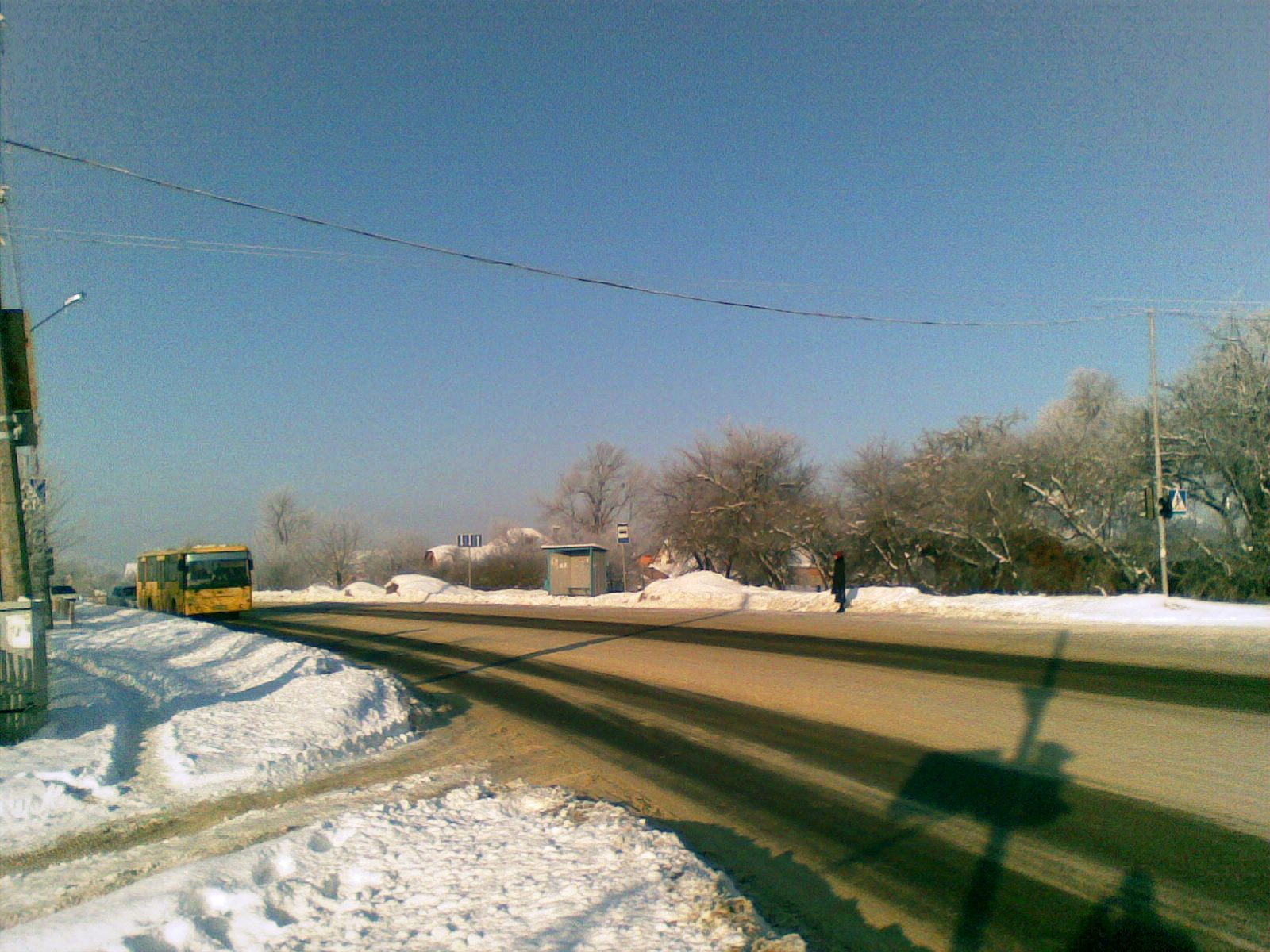
Вінницьке шосе

Комітет самоорганізації населення мікрорайону, поштове відділення та бібліотека Лезневого

У Лезневому працює бібліотека та поштове відділення. Діє Хмельницька середня загальноосвітня школа І-ІІІ ступенів № 13 ім. М. К. Чекмана (вул. Профспілкова, 39). В 2002 році був добудований новий корпус школи.
З 2001 року працює амбулаторія сімейної медицини, аптека. З 1991 року діє Свято-Покровська церква. У Лезневому працюють магазини, кафе, ресторан.
Головною транспортною артерією Лезневого є Вінницьке шосе. Громадський транспорт в мікрорайоні представлений автобусами № 7, 9, 11 та маршрутними таксі № 28, 34, 40, 43, 44а, 46, 46а.

## Цікаві факти
Незвичне повір'я лезнівчан початку XX століття описане в статті «В нашей деревне (с. Глезнев)», що міститься у газеті «Подолія» за 30 вересня 1909 року:

| Мені вже доводилося якось чути, що «єдиний засіб» утримати вогонь, що поширюється, або без шкоди відвести його від житла — це голим з іконою в руках оббігти навколо будинку. І ось, 16 серпня, коли в селі почалася пожежа, я спостерігав, як діяли такі «саморятувальники» від лиха. Один заможний господар оббіг три рази голим навколо свого будинку, потім прибіг з іконою до будинку свого сина, але тут невістка на очах людей, що поспішали на пожежу, вже встигла здійснити потрібне оббігання. Неподалік — теж над дорогою, бігала навколо чужої хати ще одна «вогнепереможниця». Оригінальний текст (рос.) Мне уже приходилось как-то слышать, что «единственное средство» удержать распостраняющийся огонь или отвести его безвредно от жилья — это нагим с иконою в руках оббегать вокруг дома. И вот, 16 августа, когда в селе начался пожар, я наблюдал, как действовали такие «самоспасители» от бедствия. Один зажиточный хозяин пробегал три раза голым вокруг своего дома, потом прибежал с иконой к дому своего сына, но здесь невестка на глазах спешившего на пожар народа уже успела проделать нужное оббегание. Невдалеке — тоже над дорогой, бегала вокруг чужой хаты еще одна «огнепобедительница». |